# Mercedes-Benz Sprinter
El Mercedes-Benz Sprinter es un vehículo comercial ligero, construido por Daimler AG de Düsseldorf, Alemania, como furgón, microbús, plataforma abierta y chasis; y se comercializa como un modelo de Mercedes-Benz. En Norteamérica a partir de la primera generación, se introdujo en ese mercado bajo el sistema complete knock down y se comercializó bajo las marcas Freightliner y Dodge. Años más tarde fue relanzada finalmente como Mercedes-Benz, luego de una diversificación de marcas que se efectuó en el mercado de Norteamérica Su plataforma y carrocería son también utilizadas en conjunto con Volkswagen, que las aplica en el Volkswagen LT y el Volkswagen Crafter.
El Mercedes-Benz Sprinter es considerado como el «nieto» del innovador Mercedes-Benz L 319, que se introdujo por primera vez en 1955 y lo sustituyó la serie T1 hasta 1995.

## Características
Entre las características principales de los últimos modelos comercializados por Mercedes, se encuentran:
- Volumen de carga de hasta 15.5 m³
- ESP de serie
- Alta calidad de acabados
- 4 longitudes y 3 alturas diferentes de carrocerías.
- Tracción 4x4

## Primera generación (1995-2006)
La primera generación de la Mercedes-Benz Sprinter fue producida en factorías de Düsseldorf y ensamblada en Buenos Aires, y es comercializada desde 1995. Desde su salida al mercado ha sufrido varios retoques, y su segunda versión, comercializada a partir de 2006, ha convertido a la Sprinter en uno de los líderes del sector, con 1,3 millones de vehículos vendidos.
La primera generación en Norteamérica se importó desde 2001 hasta 2004 en los Estados Unidos, y originalmente fue comercializada como Freightliner Sprinter. Las unidades vendidas en América del Norte desde 2001 fueron comercializadas e importadas por Mercedes-Benz hasta 2004. Las denominaciones de los modelos de la primera generación Sprinter son W 901, W 902, W 903, W 904 y W 905, en función de la clasificación de peso bruto.

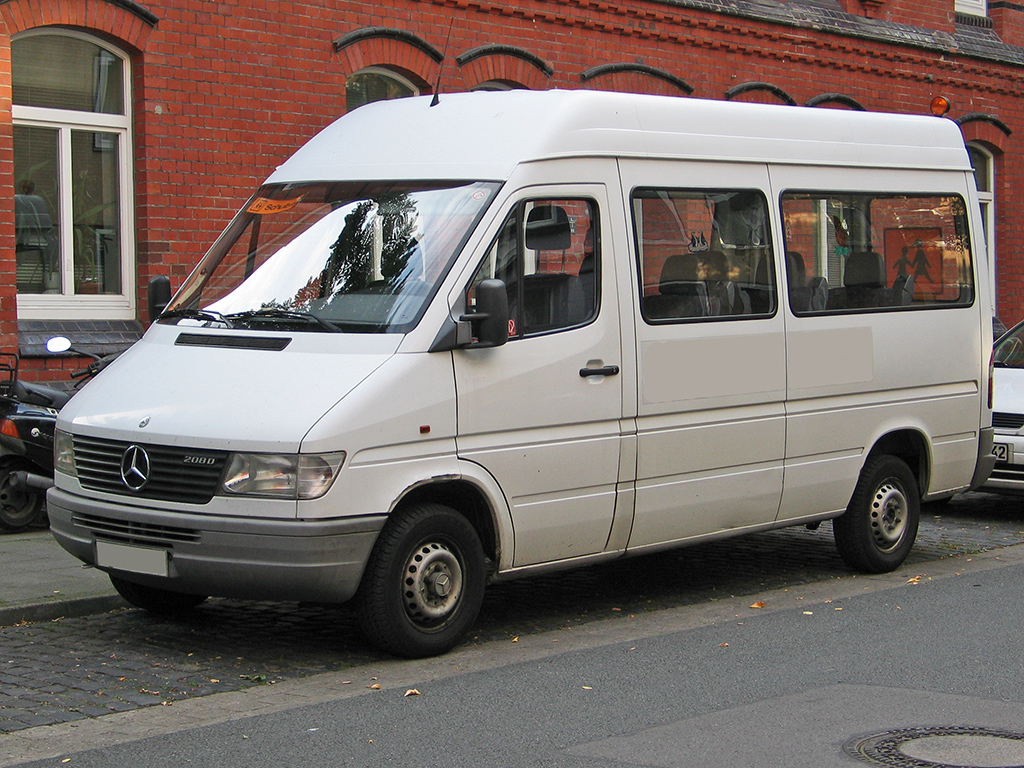
Primera generación del Sprinter microbús (W 901–905) (1995-2000)
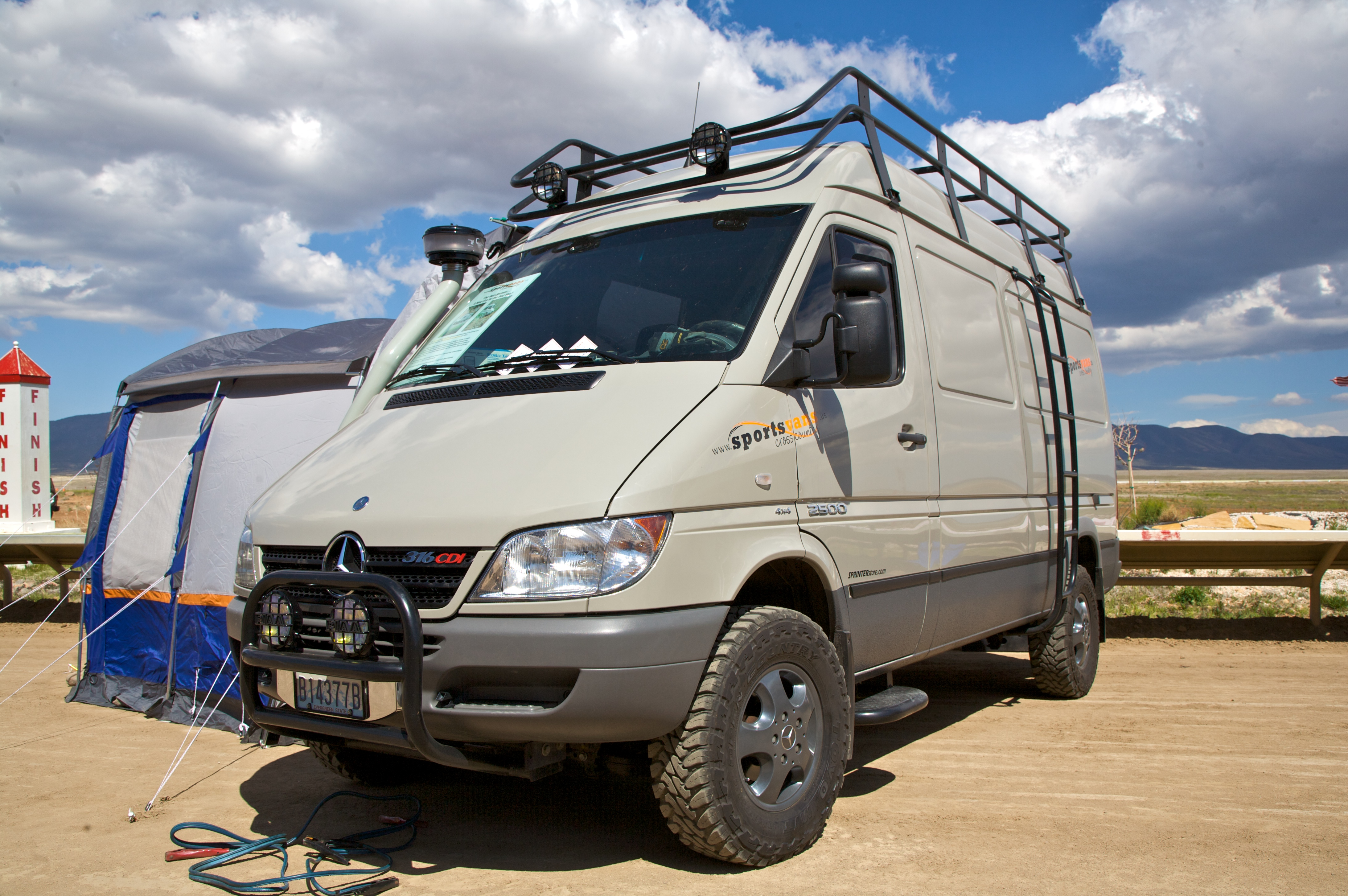
Sprinter 316 CDI de primera generación, reestilizado y con una conversión 4x4
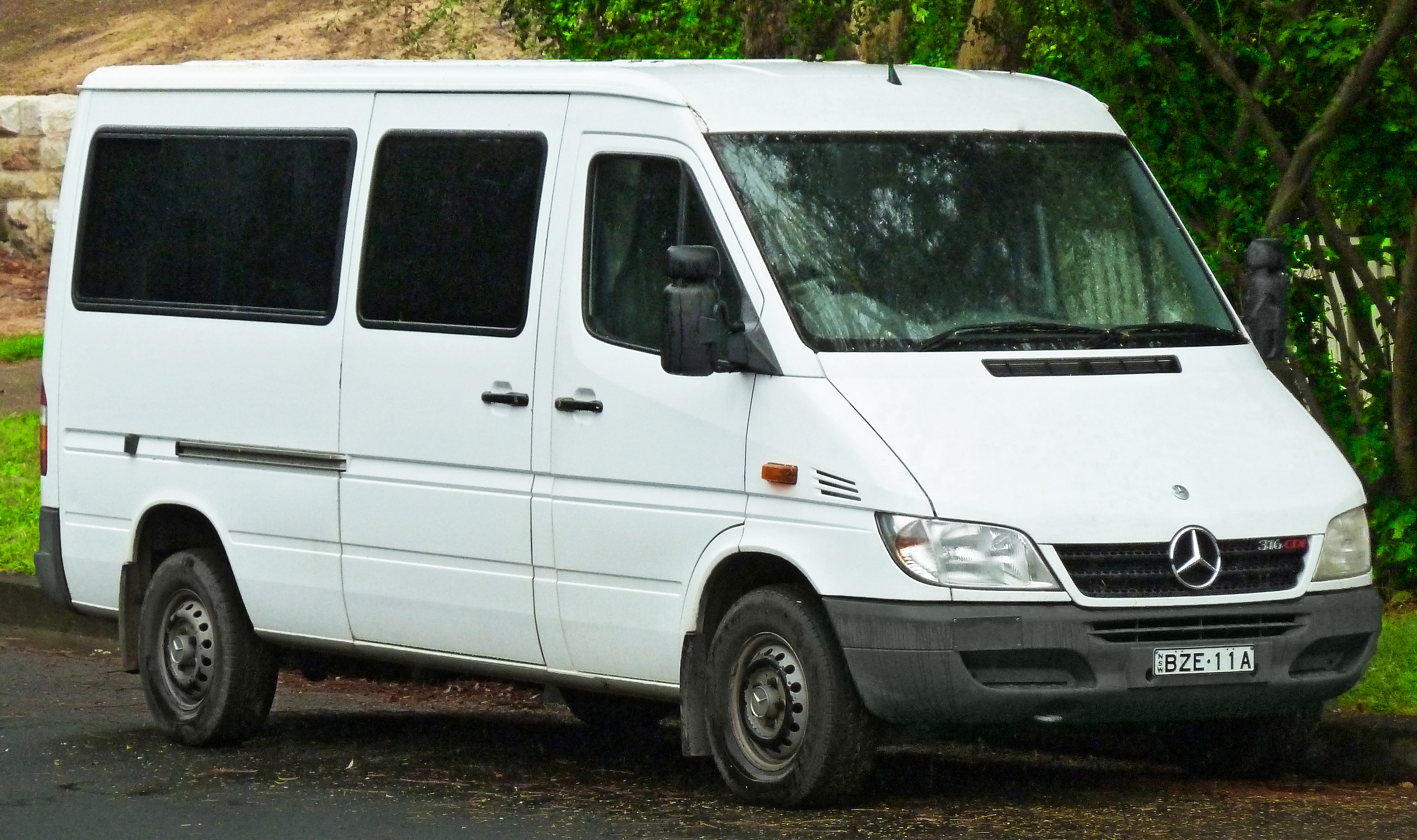
Sprinter 316 CDI de primera generación (reestilizado 2000-2006)

## Segunda generación (2006-2018)
La Sprinter de segunda generación se produce desde el 2006 hasta el 2010 en la Argentina sólo para los mercados de exportación - excepto los mercados del Mercosur (Brasil, Uruguay y Paraguay) - esta tiene una carrocería más moderna, mayores dimensiones y motores un 10 % más potentes. Sin embargo, entre los años 2010 y 2014 se produjo la primera generación en Argentina sin cambios junto con la segunda generación, también conocido como el NCV3 (New Concept Van 3) que se destaca por la cantidad de componentes de nuevo diseño: tren delantero, motor, aire acondicionado, amortiguadores, asientos, cardanes, entre otros elementos.
En 2011 se anunció una nueva producción de la segunda generación en el Centro Industrial J. Manuel Fangio, en Buenos Aires con el nuevo motor OM 651 (también fabricado localmente) y exportado al resto de América (incluyendo Mercosur). Desde 2012, está fabricado para el Mercosur y otros 40 países. El 70% de su producción se exporta.
La Sprinter se exporta desde 2006 desde Alemania a países de Europa, de Oriente medio y de Sudamérica.
La nueva generación de Sprinter tiene un peso bruto entre 3000 y 5000 kg y una capacidad de carga útil entre 1930 y 2465 kg, según las versiones.
Desde 2013 la Ram Promaster reemplaza al Dodge Sprinter en EE. UU.
Entre julio de 2013 y finales de mayo de 2014, Mercedes-Benz Vans vendió alrededor de 134.000 unidades del nuevo modelo de Mercedes-Benz Sprinter en Europa y América del Norte.

### Ficha técnica
| Zona de carga. Dimensiones       | Zona de carga. Dimensiones        | Zona de carga. Dimensiones                  | Zona de carga. Dimensiones         | Zona de carga. Dimensiones            |
| Vehículo                         | Sprinter Furgón 3250 techo normal | Sprinter Furgón 3665 techo normal / elevado | Sprinter Furgón 4325 techo elevado | Sprinter Furgón 4325 XL techo elevado |
| -------------------------------- | --------------------------------- | ------------------------------------------- | ---------------------------------- | ------------------------------------- |
| Distancia entre ejes (mm):       | 3250                              | 3665                                        | 4325                               | 4325                                  |
| Largo exterior (mm):             | 5245                              | 5910                                        | 6945                               | 7345                                  |
| Alto exterior (mm):              | 2435                              | 2435 / 2716                                 | 2716                               | 2795                                  |
| Ancho exterior (mm):             | 1993 (Sin espejos)                | 1993 (Sin espejos)                          | 1993 (Sin espejos)                 | 1993 (Sin espejos)                    |
| Superficie de carga (m²):        | 4,4                               | 5,5                                         | 7,4                                | 7,8                                   |
| Volumen de carga (m³):           | 7.5                               | 9,0 / 10,5                                  | 14                                 | 15.5                                  |
| Altura Interior (mm):            | 1650                              | 1650 / 1940                                 | 1940                               | 1940                                  |
| Longitud interior (mm):          | 2600                              | 3265                                        | 4300                               | 4700                                  |
| Anchura interior (mm):           | 1780                              | 1780                                        | 1780                               | 1780                                  |
| Altura al suelo (mm):            | 682                               | 682                                         | 750                                | 750                                   |
| Carga útil (kg):                 | 1500                              | 1643 / 1620                                 | 2390                               | 2305                                  |
| Peso bruto total admisible (kg): | 3000                              | 3880                                        | 5000                               | 5000                                  |

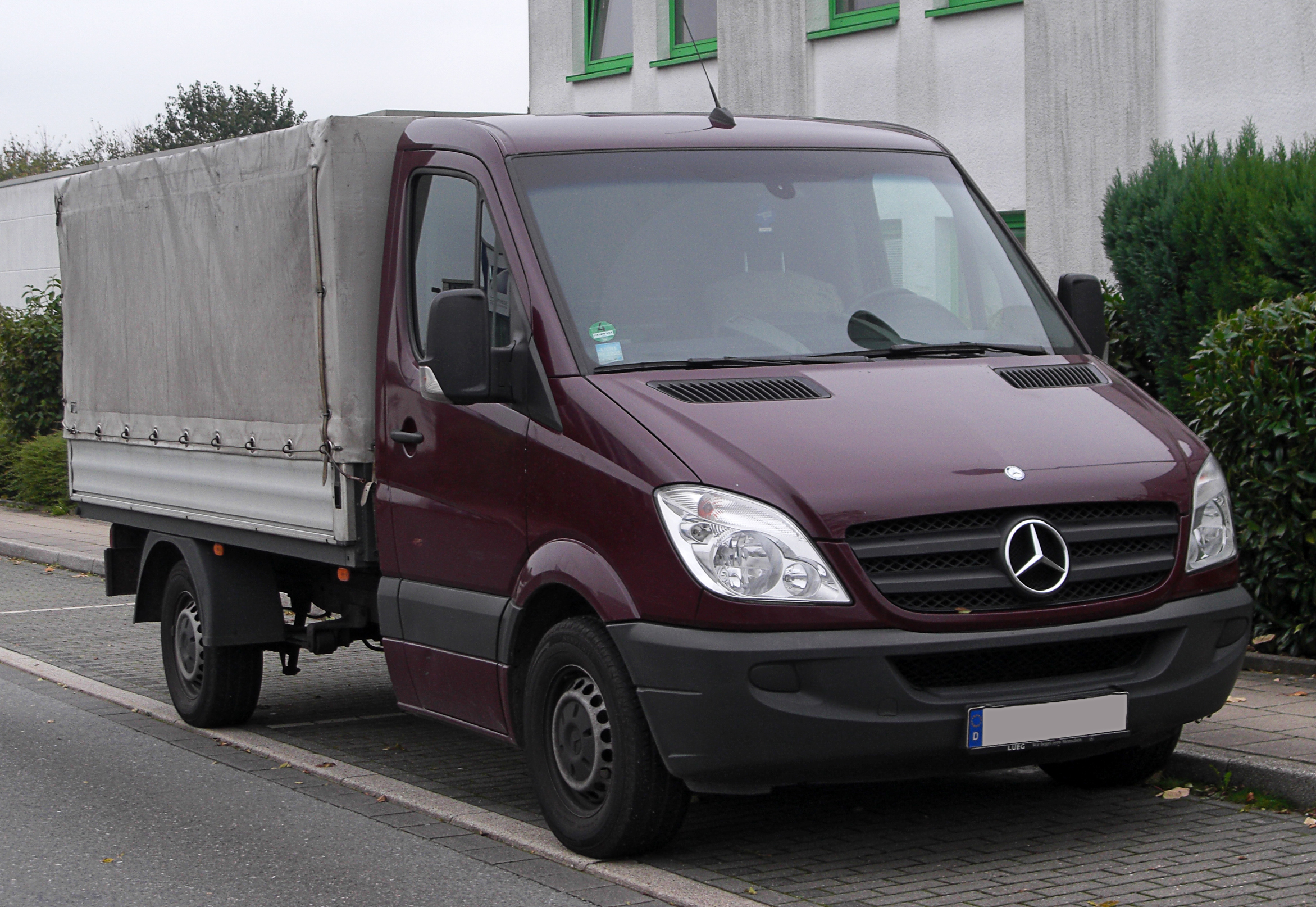
Sprinter de segunda generación plataforma con lona (W 906)
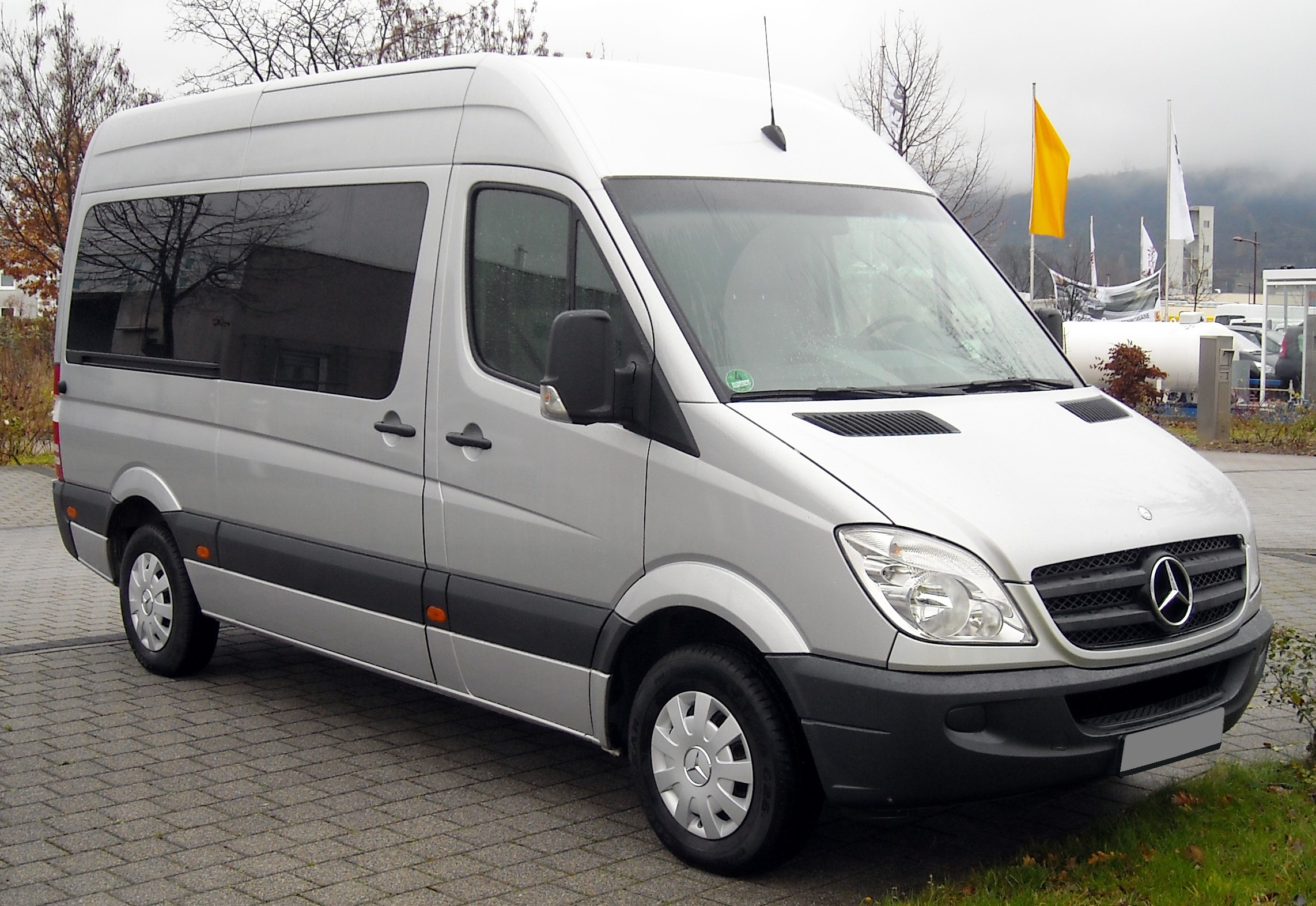
Sprinter microbús de la segunda generación
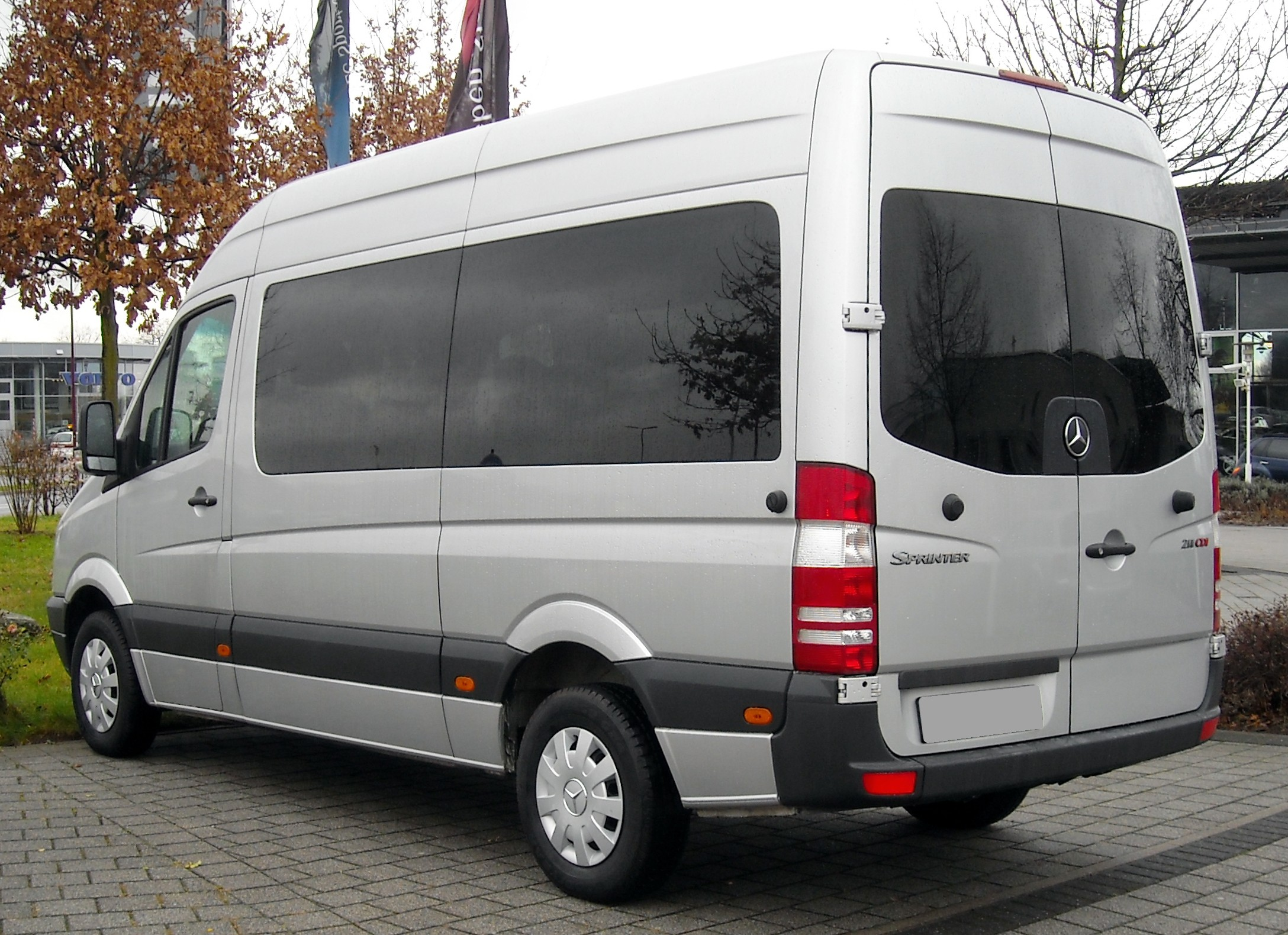
Sprinter microbús de la segunda generación
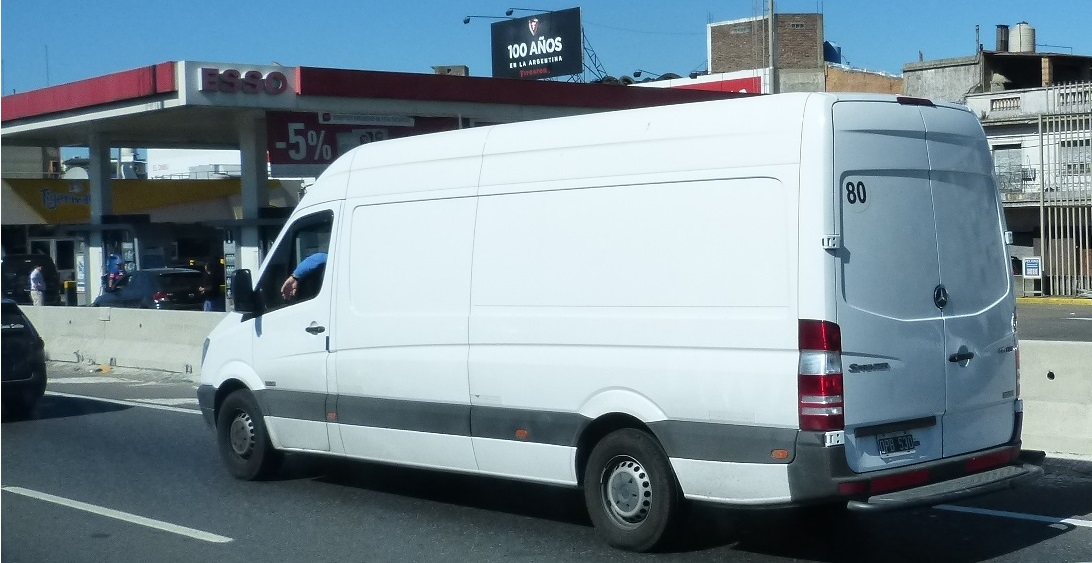
Furgón sin vidriado en Buenos Aires, Argentina
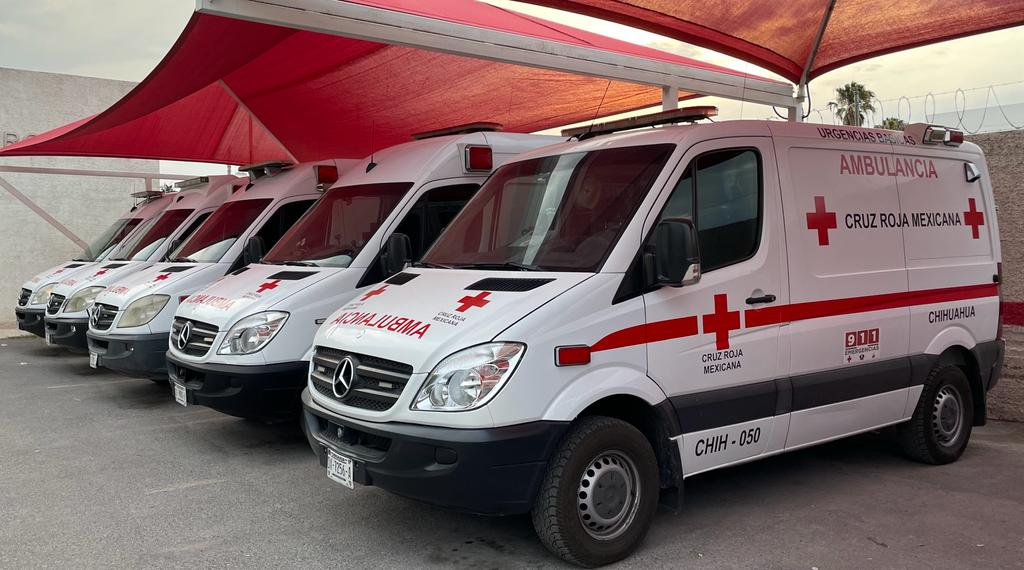
Sprinter segunda generación en configuración de ambulancia

## Tercera generación (2018-presente)
La tercera generación de Sprinter debutó el 6 de febrero de 2018. La tercera generación de Mercedes Sprinter se produce en la factoría de Düsseldorf (Alemania) y en Buenos Aires (Argentina)

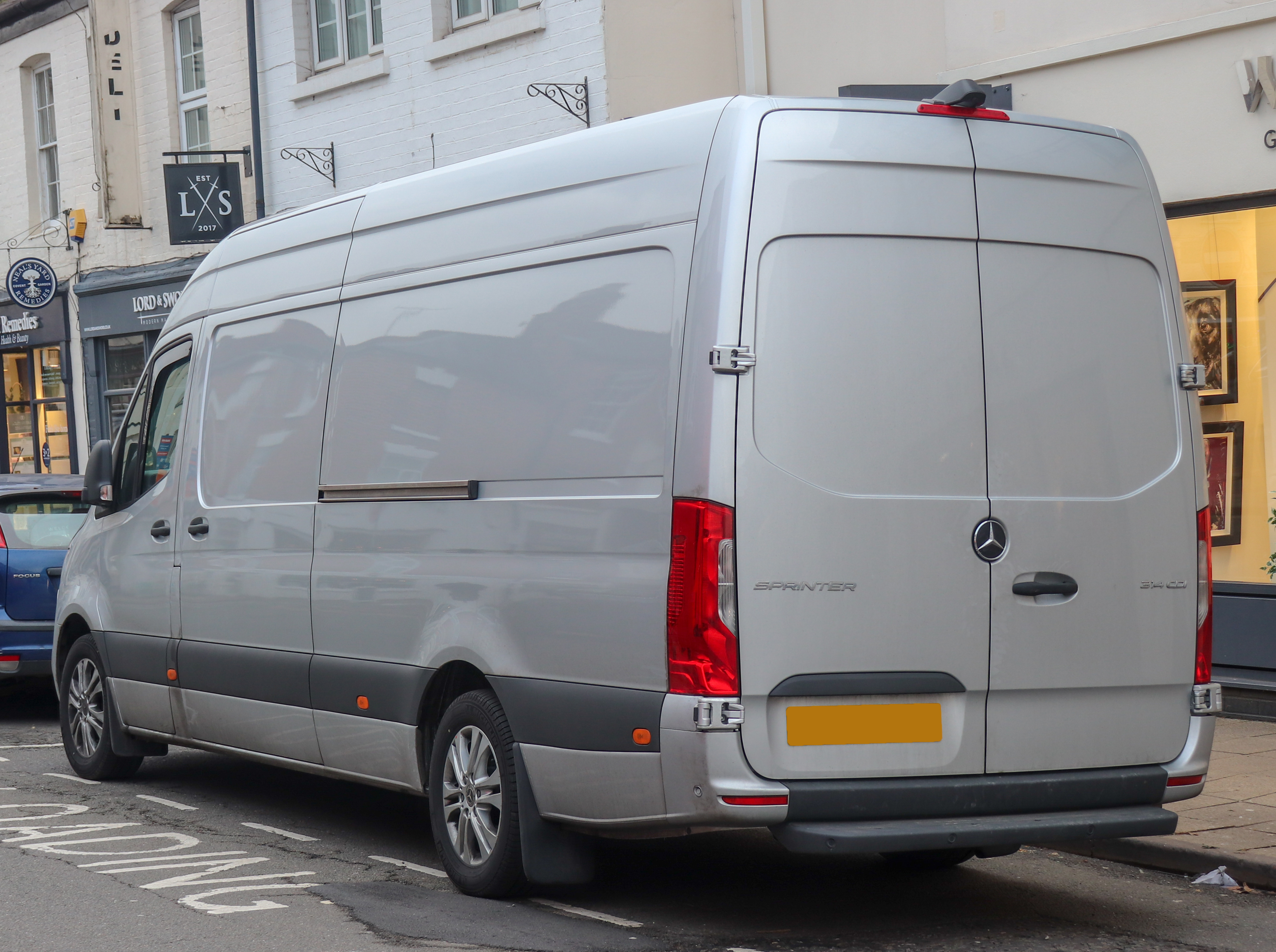
Tercera generación del Sprinter
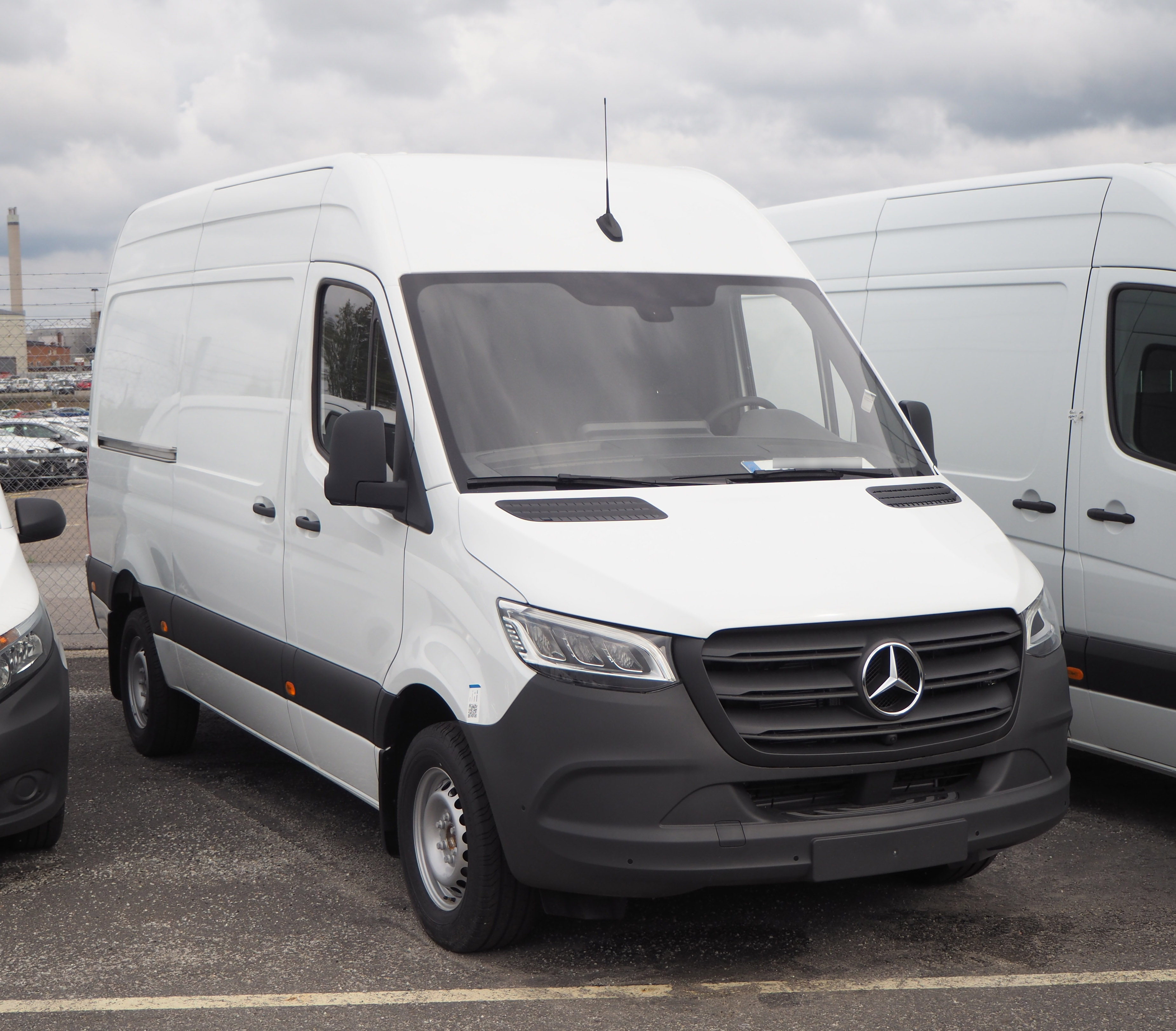
Modelo furgón básico tercera generación,en color blanco nuclear

### eSprinter

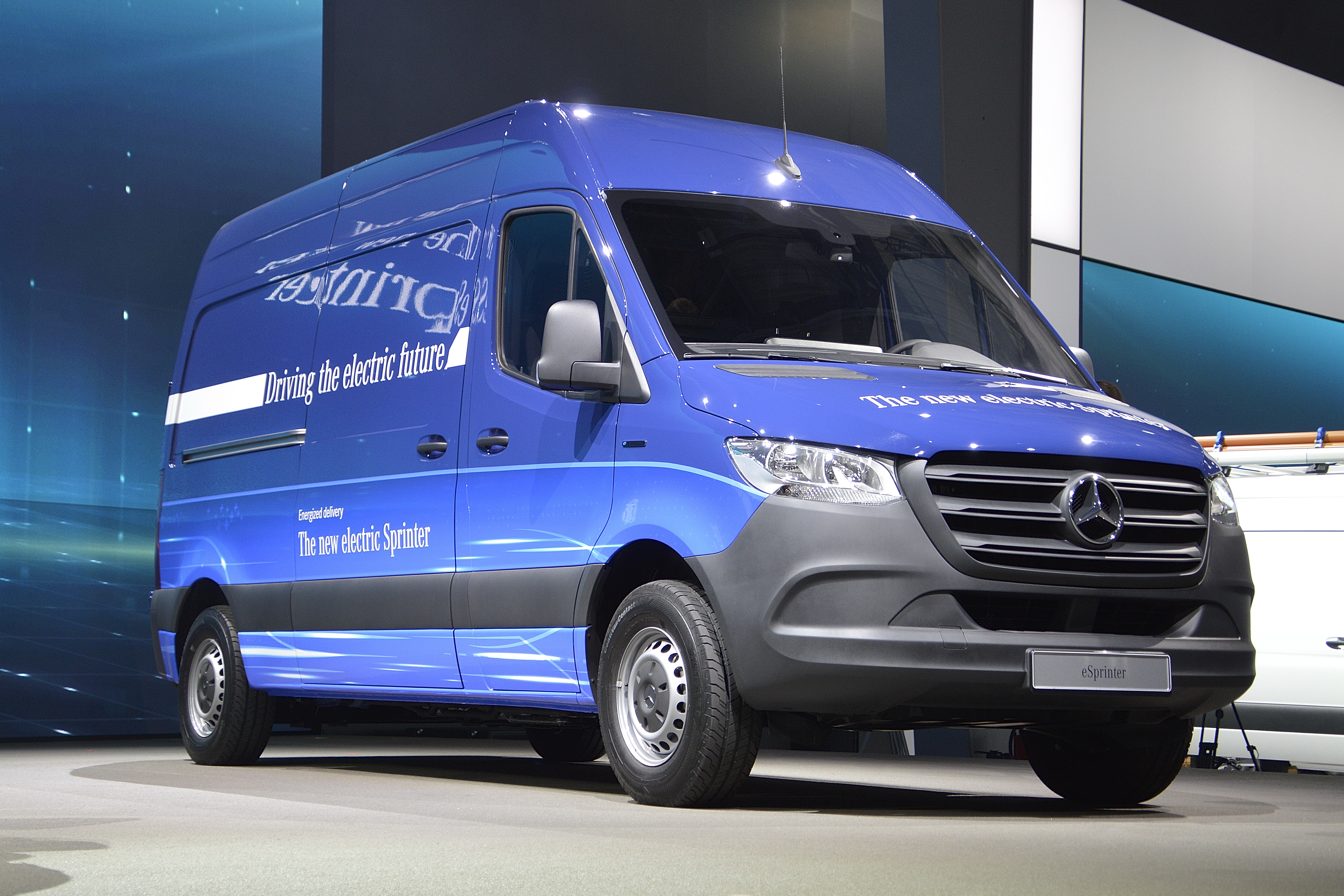
eSprinter (2018)

Bajo el nombre de eSprinter se ofrece desde mayo de 2020 un modelo con propulsión eléctrica. La furgoneta tiene un techo alto y un peso total autorizado de 3500 kg, así como un volumen de carga máximo de 11 m³. El motor eléctrico impulsa las ruedas delanteras y ofrece una potencia de 85 kW, un poco más que el motor diésel más pequeño, y puede entregar un par motor de hasta 295 Newton-metro. La batería de 55 kWh permite una autonomía de 168 kilómetros (según el ciclo de conducción NEDC) con la carga máxima de 891 kg. La segunda variante tiene 41 kWh y una autonomía de 120 km (NEDC). Esta variante solo tiene tres de las cuatro unidades de batería habituales, pero con una carga útil de casi 1,045 kg, está casi al mismo nivel que el Sprinter de combustión convencional. En ambas variantes, las baterías están instaladas debajo del piso de carga, y se pueden cargar 11 m³ como en los modelos de motor de combustión.
La capacidad de carga estándar con corriente alterna puede ser reemplazada por una opción de carga rápida con corriente continua bajo pedido. Con esta opción, las baterías de la variante de batería más grande se pueden cargar hasta un 80 por ciento en 25 minutos con una potencia de carga máxima de 80 kW.
Con un motor revisado y una batería más grande, el eSprinter 2.0 fue presentado en febrero de 2023.

## Mercedes-Benz Sprinter City
Es una variante de microbús urbano o suburbano, creada especialmente para el transporte público, con el objetivo de cubrir las necesidades de las líneas con poca cantidad de pasajeros, o que tengan que moverse por itinerarios con callejuelas estrechas y cascos históricos. Dispone de acceso al nivel del bordillo, y espacio para sillas de ruedas.
Hay varias versiones del modelo Sprinter City disponibles:
- SprinterCity 35: Se construye sobre una carrocería de furgón Sprinter original. Se le añade una puerta doble para el acceso de los viajeros. Puede disponer de suspensión neumática en el eje trasero, letreros indicadores de destino, pared trasera específica de autobús y una amplia variedad de equipamientos interiores.
- Sprinter City 65k: Con carrocería de autobús urbano, en pequeño. Las barras interiores, los asientos y el equipamiento interior, son equivalentes al modelo Citaro de autobús urbano. Dispone, de serie, de suspensión neumática trasera, pared trasera específica de autobús, y dispone de una amplia gama de opciones para el equipamiento adecuado para la realización del servicio al que deba estar destinado.
- Sprinter City 65: Equivalente al anterior, con voladizo trasero largo y puerta trasera sencilla de descenso. Gana una fila de asientos y algunas plazas para ir de pie.
- Sprinter City 77: Está versión está especialmente diseñada para líneas en las cuales un Citaro K (de 10,65m) se quede grande, o no sea adecuado por anchura. Dispone de tres ejes y dos puertas de doble hoja. Está creado para que lo puedan utilizar en itinerarios urbanos complicados y dando un servicio excelente, similar al que ofrece el Citaro.[19]

Estos modelos se pueden ver rodando en ciudades como Toledo, Oviedo o Granada.
Todos estos Sprinter City, se fabrican en la planta de Dortmund, y son comercializados por EvoBus, la sociedad que engloba los autobuses y autocares de Mercedes-Benz y Setra.

## Uso en México
Es muy utilizado en el país para varios usos:

### Ambulancia

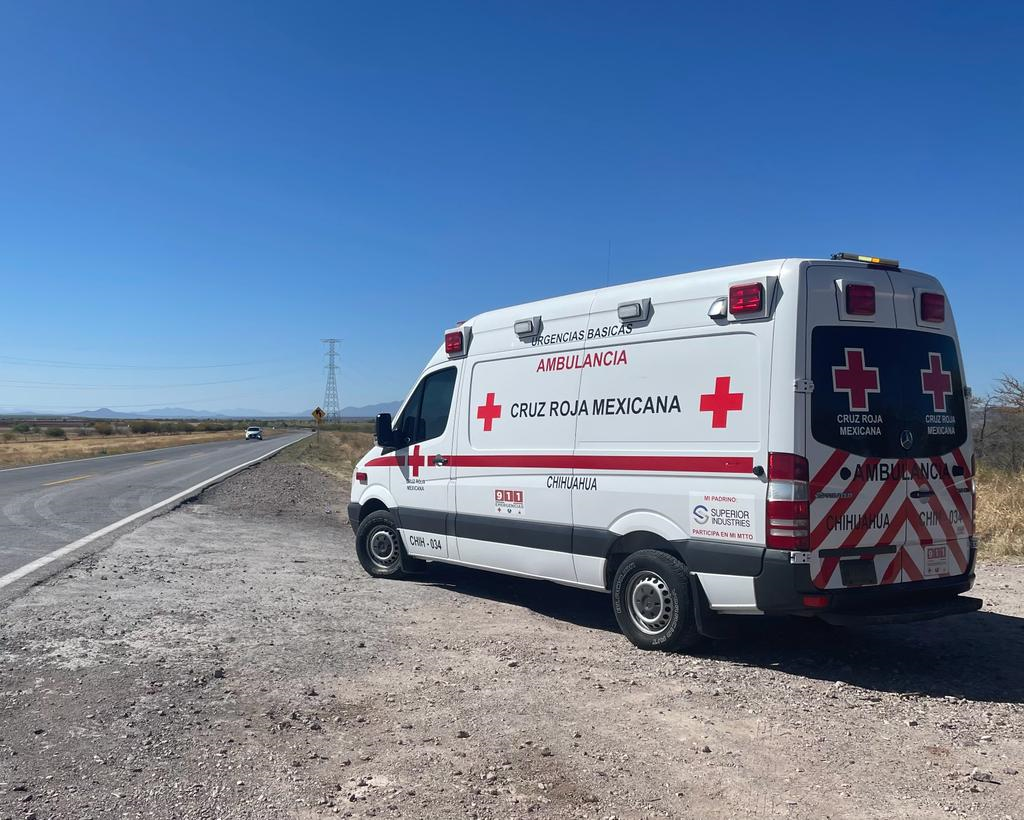
Mercedes-Benz Sprinter Ambulancia Tipo 2 durante operativo carretero en Chihuahua, México.

En México y en el mundo la Mercedes-Benz Sprinter es en gran medida utilizada como ambulancia, esto es debido al nivel de seguridad, estabilidad,  versatilidad y configuraciones de fábrica que le permiten hacer las conversiones sin alterar y/o modificar sus toldos u otros sistemas del vehículo. Se considera que estos vehículos fueron concebidos para ser ambulancias. 

### Transporte público
Es muy utilizado en el transporte colectivo de México, principalmente en el Valle de México y sus alrededores, lo que ha llevado a una popularidad de este modelo aparte de que este porta motores RAM y GMC tipo Pick-Up como los motores Vortec de 6 y 8 cilindros.

### Turismo
Algunas empresas turísticas las llegan a usar, más las que se dirigen hacia pueblos mágicos, playas o a zonas arqueológicas del país, principalmente Grupo ADO.

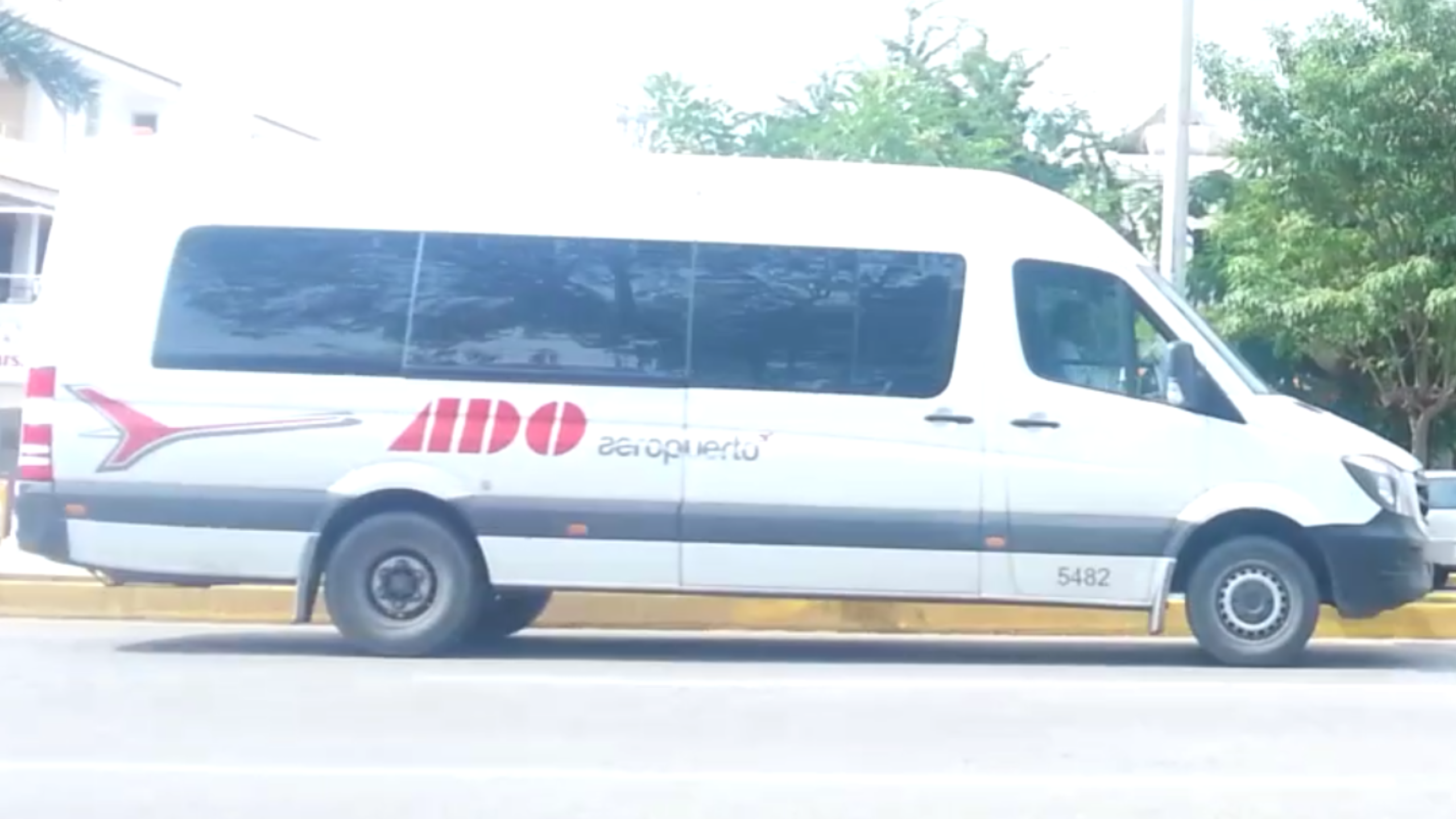

### Logística
En México se ha popularizado en empresas de mensajería o logística como Mercado Libre, Estafeta,99 minutos, DHL,FedEX, aparte de tener una versión pick-up de esta en empresas de alimentos como Bimbo,Marinela Sabritas y Gamesa

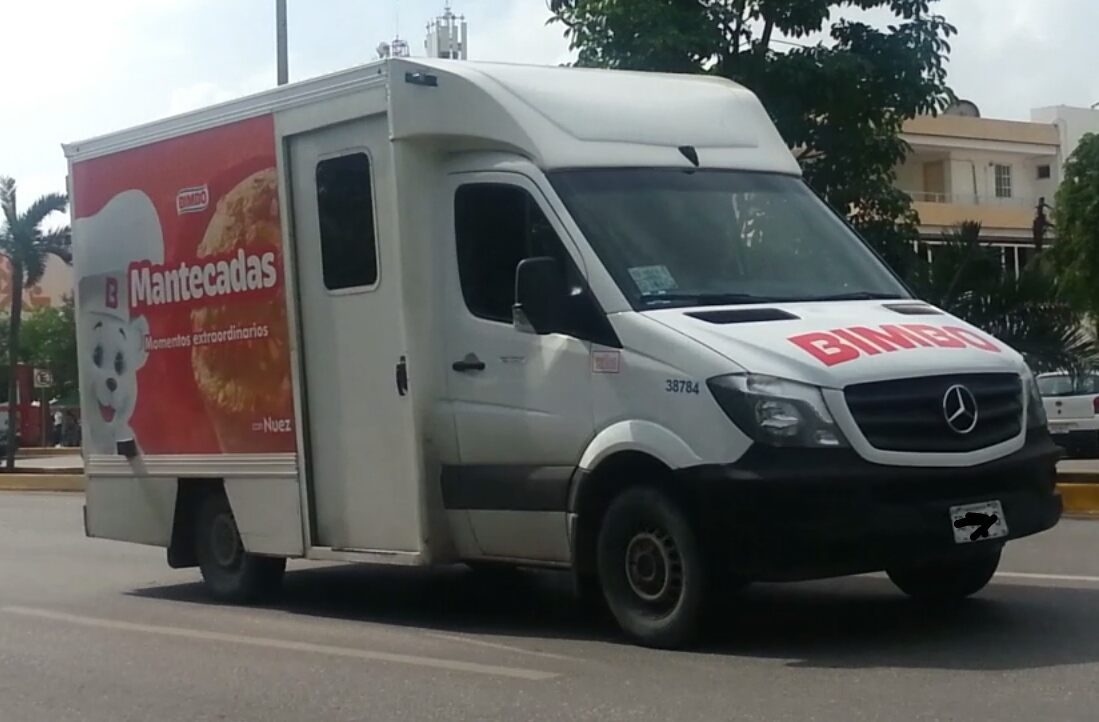

## Gama de modelos
- Datos: Q930495
- Multimedia: Mercedes-Benz Sprinter / Q930495